# Metagenes van Knossos
Metagenes van Knossos (Oudgrieks: Μεταγένης / Metagénēs) was een bouwmeester uit Knossos op Kreta.
Hij was de zoon van Chersiphron van Knossos en was samen met zijn vader de uitvinder of de verbeteraar van de Ionische orde. Hij had ook samen met zijn vader deel aan de bouw van de tempel van Artemis in Efeze.

## Referentie
- art. Metagenes (2), in F. Lübker - trad. ed. J.D. Van Hoëvell, Classisch Woordenboek van Kunsten en Wetenschappen, Rotterdam, 1857, p. 606.